# Мирабело (Ферара)
Мирабело (итал. Mirabello) је насеље у Италији у округу Ферара, региону Емилија-Ромања.
Према процени из 2011. у насељу је живело 3306 становника. Насеље се налази на надморској висини од 15 м.

## Становништво
| 1951. | 1961. | 1971. | 1981. | 1991. | 2001. | 2011. |
| ----- | ----- | ----- | ----- | ----- | ----- | ----- |
| 3.501 | 3.331 | 3.221 | 3.313 | 3.481 | 3.334 | 3.503 |